# Sphaerodactylus samanensis
Sphaerodactylus samanensis är en ödleart som beskrevs av  Cochran 1932. Sphaerodactylus samanensis ingår i släktet Sphaerodactylus och familjen geckoödlor. Inga underarter finns listade i Catalogue of Life.